# Drosophila sproati
Drosophila sproati är en tvåvingeart som beskrevs av Elmo Hardy och Kenneth Y. Kaneshiro 1968. Drosophila sproati ingår i släktet Drosophila och familjen daggflugor.
Artens utbredningsområde är Hawaii.